# Mauricio Zenteno
Mauricio Alejandro Zenteno Morales (Linares, 21 aprile 1984) è un calciatore cileno, difensore dell Deportes Iquique.

## Palmarès

### Club

#### Competizioni nazionali
- Campionato cileno: 1

Universidad Católica: 2005 (Clausura)